# La niña de luto
La niña de luto é um filme de drama espanhol de 1964 dirigido e escrito por Manuel Summers. Foi selecionado como representante da Espanha à edição do Oscar 1965, organizada pela Academia de Artes e Ciências Cinematográficas.

## Elenco
- María José Alfonso - Rocío Vázquez Romero
- Alfredo Landa - Rafael Castroviejo
- Pilar Gómez Ferrer - Mãe de Rocío
- Vicente Llosa
- José Vicente Cerrudo
- Carmen Santonja
- Doris Kent